# VIDEO GLAY 3
『VIDEO GLAY 3』（ビデオ・グレイ・スリー）は、GLAYが1998年2月4日にリリースした3枚目のビデオ・クリップス。

## 概要
同日『VIDEO GLAY』、『VIDEO GLAY 2』そして本作のLDも同時発売された。
VHS版は前年に発売されたベストアルバム『REVIEW-BEST OF GLAY』を模したパッケージとなっている。
それまでにVHSの形態で発売された過去の作品は全てDVD化されているが、本作品のみDVD化されていない。

## 収録曲
1. Yes, Summerdays
高橋栄樹が監督を務めたバージョンを収録。
2. Together
このPVで使用されている音源はライブビデオ『無限のdeja vu DOCUMENT of "BEAT out!" TOURS』からのものである。
3. BELOVED
4. a Boy〜ずっと忘れない〜
5. 口唇
6. RHAPSODY
7. HOWEVER
8. 春を愛する人
PVの内容は時の移り変わり（花が咲いて枯れるまで、等）を早送りやコマ送りに編集したもの。このPVのみ、メンバーが一切写っていない。